# Leichtathletik-Weltmeisterschaften 2019/Teilnehmer (Bahrain)
| Gelbes Symbol für Goldmedaillen mit stilisierten Olympischen Ringen | Graues Symbol für Silbermedaillen mit stilisierten Olympischen Ringen | Braundes Symbol für Bronzemedaillen mit stilisierten Olympischen Ringen |
| ------------------------------------------------------------------- | --------------------------------------------------------------------- | ----------------------------------------------------------------------- |
| 1                                                                   | 1                                                                     | 1                                                                       |

Der Leichtathletikverband von Bahrain will an den Leichtathletik-Weltmeisterschaften 2019 in Doha teilnehmen. 22 Athletinnen und Athleten wurden vom bahrainische Verband nominiert.

## Ergebnisse

### Frauen

#### Laufdisziplinen
| Athletin            | Disziplin        | Vorlauf              | Vorlauf              | Halbfinale           | Halbfinale           | Finale               | Finale               |
| Athletin            | Disziplin        | Zeit                 | Platz                | Zeit                 | Platz                | Zeit                 | Platz                |
| ------------------- | ---------------- | -------------------- | -------------------- | -------------------- | -------------------- | -------------------- | -------------------- |
| Salwa Eid Naser     | 400 m            | 50,74 s              | 03                   | 49,79 s              | 02                   | 48,14 s WL           | Gold                 |
| Tigist Gashaw       | 5000 m           | DNF                  | DNF                  |                      |                      | –                    | –                    |
| Rose Chelimo        | Marathon         |                      |                      |                      |                      | 2:33:46 h            | Silber               |
| Eunice Chumba       | Marathon         | nicht auf Startliste | nicht auf Startliste | nicht auf Startliste | nicht auf Startliste | nicht auf Startliste | nicht auf Startliste |
| Shitaye Eshete      | Marathon         |                      |                      |                      |                      | DNF                  | DNF                  |
| Desi Jisa Mokonin   | Marathon         |                      |                      |                      |                      | 2:43:19 h            | 12                   |
| Aminat Jamal        | 400 m Hürden     | 55,13 s PB           | 06                   | 55,54 s              | 17                   | DNQ                  | DNQ                  |
| Winfred Mutile Yavi | 3000 m Hindernis | 9:29,40 min          | 13                   |                      |                      | 9:05,68 min PB       | 04                   |

#### Sprung/Wurf
| Athletin          | Disziplin   | Qualifikation | Qualifikation | Finale     | Finale |
| Athletin          | Disziplin   | Weite/Höhe    | Platz         | Weite/Höhe | Platz  |
| ----------------- | ----------- | ------------- | ------------- | ---------- | ------ |
| Noora Salem Jasim | Kugelstoßen | 17,36 m       | 22            | DNQ        | DNQ    |

### Männer

#### Laufdisziplinen
| Athlet               | Disziplin        | Vorlauf              | Vorlauf              | Halbfinale           | Halbfinale           | Finale               | Finale               |
| Athlet               | Disziplin        | Zeit                 | Platz                | Zeit                 | Platz                | Zeit                 | Platz                |
| -------------------- | ---------------- | -------------------- | -------------------- | -------------------- | -------------------- | -------------------- | -------------------- |
| Abubakar Abbas       | 400 m            | 45,47 s              | 14                   | 45,26 s              | 17                   | DNQ                  | DNQ                  |
| Abraham Rotich       | 1500 m           | 3:45,19 min          | 39                   | DNQ                  | DNQ                  | –                    | –                    |
| Birhanu Balew        | 5000 m           | 13:25,70 min         | 14                   |                      |                      | 13:14,66 min         | 09                   |
| Dawit Fikadu         | 5000 m           | nicht auf Startliste | nicht auf Startliste | nicht auf Startliste | nicht auf Startliste | nicht auf Startliste | nicht auf Startliste |
| Hassan Chani         | 10.000 m         |                      |                      |                      |                      | DNF                  | DNF                  |
| Albert Rop           | 10.000 m         | nicht auf Startliste | nicht auf Startliste | nicht auf Startliste | nicht auf Startliste | nicht auf Startliste | nicht auf Startliste |
| El Hassan el-Abbassi | Marathon         |                      |                      |                      |                      | 2:11:44 h SB         | 07                   |
| Benson Seurei        | Marathon         |                      |                      |                      |                      | DNF                  | DNF                  |
| John Koech           | 3000 m Hindernis | nicht auf Startliste | nicht auf Startliste | nicht auf Startliste | nicht auf Startliste | nicht auf Startliste | nicht auf Startliste |

### Mixed
| Athlet | Disziplin | Vorlauf        | Vorlauf | Halbfinale | Halbfinale | Finale         | Finale |
| Athlet | Disziplin | Zeit           | Platz   | Zeit       | Platz      | Zeit           | Platz  |
| --- | --------- | -------------- | ------- | ---------- | ---------- | -------------- | ------ |
| - Musa Isah (m) - Aminat Jamal (w) - Salwa Eid Naser (w) - Abubakar Abbas (m) nicht auf Startlisten: - Iman Essa Jasim (w) - Salem Eid Yaqoob (m) | 4 × 400 m | 3:12,74 min AR | 3       |            |            | 3:11,82 min AR | Bronze |